# Giulio Paolini
 Giulio Paolini (* 5. November 1940 in Genua; lebt in Turin und Paris) ist ein italienischer Maler, Bildhauer, Objekt- und Konzeptkünstler und wichtiger Vertreter der Arte Povera in Italien.

## Leben und Werk
Giulio Paolini machte bis zum Jahr 1959 eine Ausbildung als Grafiker. Nach dieser Zeit begann er sich künstlerisch mit Malerei und Collage zur Analyse seiner künstlerischen Mittel zu beschäftigen. Gleichzeitig untersuchte er linguistische Systeme. Seine erste dokumentierte Arbeit Disegno geometrico stammt aus dem Jahr 1960.
Im Jahr 1964 fand seine erste Einzelausstellung in der Galleria La Salita in Rom statt. Seit dieser Zeit war Giulio Paolini bei zahlreichen Einzel- und Gruppenausstellungen in Italien und im Ausland vertreten. Im Jahr 1967 nahm Paolini an der ersten Ausstellung der Arte Povera in der Galleria La Bertesca in Genua teil.
Giulio Paolini konzentriert sich bei seinem künstlerischen Schaffen auf das Phänomen des Sehens. Er untersucht auch Themen wie Raum und Zeit, die Perspektive und kulturelle Konditionierungen von Autor und Betrachter. Im Jahr 1965 begann er, sich auch mit Fotografie zu beschäftigen.
Seit dem Jahr 1972 entstanden aufeinander bezogene Werkgruppen unter der Sammelbezeichnung "Idem". In den 70er Jahren beschäftigte sich Paolini mit klassisch-mythologischer Symbolik und verwendete Fotos und Elemente von klassischen Skulpturen. Sein Ziel war die Infragestellung von Kunst, Originalität und Reproduktion. Im Jahr 1972 war er mit einigen Arbeiten Teilnehmer der Documenta 5 in Kassel in der Abteilung Individuelle Mythologie.
Er veröffentlicht seit 1975 philosophische und kritische Aufsätze in diversen Zeitschriften und als eigene Publikationen. Im Jahr 1975 erschien zum Beispiel Idem mit einer Einführung von Italo Calvino.
Giulio Paolini war neben zahlreichen anderen internationalen Ausstellungen unter anderem in den Jahren 1970, 1976, 1984, 1986, 1993 und 1997 auf der Biennale von Venedig vertreten und nach 1972 noch dreimal in Kassel auf einer documenta: 1977 auf der Documenta 6, 1982 auf der Documenta 7 und 1992 auf der Documenta IX als Künstler vertreten.
Für die Saison 2002/2003 in der Wiener Staatsoper gestaltete er im Rahmen der von museum in progress konzipierten Ausstellungsreihe „Eiserner Vorhang“ ein riesiges Großbild (176 m²).
Das Kunstmuseum Liechtenstein bezog ihn 2019 ebenfalls mit ein in eine Retrospektive zur "Arte Povera."
Im Jahr 2022 wurde Paolini der als „Nobelpreis der Künste“ bekannte japanische Praemium Imperiale in der Kategorie Malerei zuerkannt.